# Juntas
Juntas ist eine Ortschaft im Departamento Tarija im südamerikanischen Anden-Staat Bolivien.

## Lage im Nahraum
Juntas ist zentraler Ort des Kanton Juntas im Landkreis (bolivianisch: Municipio) Uriondo in der Provinz José María Avilés. Die Ortschaft liegt auf einer Höhe von 1889 m am linken Ufer des Río Camacho, der weiter unterhalb an der Stadt Valle de Concepción vorbeifließt und in den Río Guadalquivir mündet, der flussabwärts den Namen Río Tarija trägt. 

## Geographie
Juntas liegt im südlichen Bolivien an den Ostabhängen der östlichen Anden-Gebirgskette am Übergang zum bolivianischen Tiefland.
Die mittlere Durchschnittstemperatur der Region liegt bei 19 °C (siehe Klimadiagramm Tarija), die monatlichen Durchschnittstemperaturen schwanken zwischen 14 °C im Juni und Juli und 22 °C im Dezember bis März. Der Jahresniederschlag beträgt etwa 550 mm, bei einer ausgeprägten Trockenzeit von April bis Oktober mit Monatsniederschlägen zwischen 0 und 30 mm, und einer Feuchtezeit von Dezember bis Februar mit Monatsniederschlägen von etwa 120 mm. 

## Verkehrsnetz
Juntas liegt in einer Entfernung von 47 Straßenkilometern südlich von Tarija, der Hauptstadt des gleichnamigen Departamentos.
Von Tarija aus führt die asphaltierte Nationalstraße Ruta 1 nach Südosten in Richtung auf die Städte Padcaya und Bermejo. Nach siebzehn Kilometern zweigt von der Hauptstraße die asphaltierte Landstraße Ruta 45 nach Westen ab, überquert nach fünf Kilometern das Tal des Río Guadalquivir und erreicht nach drei Kilometern die Ortschaft Valle de Concepción. Von dort führt sie als unbefestigte Landstraße in südwestlicher Richtung über Chocloca nach Juntas, überquert dort den Río Camacho und führt weiter über die Ortschaften Chaguaya, San Miguel und Cañas nach Mecoya an der bolivianischen Grenze zu Argentinien.

## Bevölkerung
Die  Einwohnerzahl der Ortschaft  hat sich in dem Jahrzehnt zwischen den beiden vorletzten Volkszählungen drastisch verringert, im Wesentlichen durch Veränderung der Gemeindegrenzen, seither kaum Veränderungen:
| Jahr | Einwohner | Quelle       |
| ---- | --------- | ------------ |
| 1992 | 1 182     | Volkszählung |
| 2001 | 239       | Volkszählung |
| 2010 | 237       | Volkszählung |
| 2024 |           | Volkszählung |